# Баскак
Баска́к (тюрк.) — монгольський воєначальник, урядовець і намісник золотоординського хана. На українських землях з'явилися після падіння Києва (1240). У 2-й половині XIII — на початку XIV століття провадив облік населення та збирав данину в давньоруських землях. Баскаки часто втручалися у взаємовідносини між князями, чинили суд і розправу. Баскаки поділялися на великих і малих, мали військові загони.
Жорстокість баскаків не раз викликала повстання. У зв'язку з народними повстаннями у Володимирі, Ростові, Суздалі та інших містах проти монгольсько-татарського гніту хани передали збирання данини місцевим князям і з початку XIV століття перестали посилати баскаків.
Баскак — у часи панування татаро-монголів на Русі — монгольські збирачі податків.
На українських землях, які в середині XIV століття підпали під владу Великого Князівства Литовського, сплачування ординського виходу припинилося.